# Zaborocze
Zaborocze (ukr. Забороче) – wieś na Ukrainie, w obwodzie żytomierskim, w rejonie olewskim. W 2001 roku liczyła 316 mieszkańców.